# Chambersia haydenella
Chambersia haydenella är en fjärilsart som beskrevs av Victor Toucey Chambers 1877. Chambersia haydenella ingår i släktet Chambersia och familjen plattmalar. Inga underarter finns listade i Catalogue of Life.